# Fender Electric XII
Fender Electric XII je 12-žičana električna gitara koju je krajem 1965. godine dizajnirao Leo Fender za uporabu izvornim folk rock glazbenicima. Za razliku od ostalih 12-žičanih modela koji su jednostavno postojeći šestožičani modeli s dodatnih šest žica, model Electric XII ima dizajniran most s individualnim sedlom za svaku pojedinu žicu s mogućim preciznim podešavanjem intonacije tona za svaku od njih.

Model po dizajnu tijela ne sliči prepoznatljivom Stratocaster stilu, nego prema modelu Jaguar i Jazzmaster. Osim po tome, od Stratocastera (glava vrata u stilu tzv., hokejska palica) različit je i po dizajnu glave vrata. Model Electric XII ističe jedinstveni dizajn u: konfiguraciji od dva dvodjelna elektromagneta s preklopnikom pomoću kojeg se odabire uporaba elektromagneta bližeg vratu, u serijskom spoju most i vrat, vrat i most u paralelnom spoju, ili samo opcija uporabe elektromagneta bliže mostu gitare.

Dizajn provlačenja žica kroz tijelo gitare, preko mosta sličan je kao u modela Telecaster, i urađen je planski kako bi se model predstavio, a potom i održao u rangu kvalitetnijih proizvoda. Na žalost model tijekom proizvodnje do 1969. godine nije stekao osobitu popularnost te je povučen iz proizvodnih linija. Ostaci zaliha ne potrošenog materijala (tijelo gitare) uporabljeni su u proizvodnji Fender Custom, (odnosno Fender Maverick) modela gitare. 

## Značajniji korisnici
- Pete Townshend svira na model Electric XII na albumu Tommy.
- Tim Buckley i Jimmy Page u engleskoj rock grupi Led Zeppelin u pjesmi Stairway to Heaven, i prilikom studijskom snimanja instrumentalne skladbe Beck's Bolero u zajedničkom projektu s rock gitaristom Jeff Beckom.
- Pye Hastings u ranim danima s grupom Caravan, a osobito na njihovom studijskom albumu For Girls Who Grow Plump In The Night snimljen iz 1973. godine.
- Johnny Winter jedno kratko vrijeme tijekom '60ih, i ranih '70ih godina.
- Lou Reed i Sterling Morrison u pjesmi Run to the Water, kao i u nekoliko pjesama na njihovom platinastom albumu The Distance to Here.
- Krist Novoselic u američkoj rock grupi Nirvana, a i u grupi Sweet 75 koju je osnovao 1994. godine.
- Nick McCabe u engleskoj rock grupi The Verve u pjesmi Space and Time s albuma Urban Hymns prilikom njihove povratničke turneje 2008. godine.
- Gustavo Cerati u argentinskoj rock grupi Soda Stereo, kao i na video spotovima "En la ciudad de la furia" i "De Música ligera".
- Tom Petty u prvoj polovici 2006. godine prilikom sjevernoameričke turneje umjesto na svom potpisanom modelu 12-žičanom Rickenbackeru, svira na bijelom Electric XII modelu.
- Eric Clapton s grupom Cream prilikom snimanja pjesme Dance the Night Away.
- John Paisano kao službeni gitarista Herb Alpert an the Tijuana Brass grupe. Najbolje se zvuk Electric XII čuje u popularnom instrumentalu Wade in the Water.
- Steve Bartek američki gitarista, pisac filmske glazbe, dirigent i instrumentalni glazbenik prilikom snimanja Farewell (Oingo Boingo album)a.
- Jason Mozersky u američkoj rock grupi Relentless7 također svira na Electric XII modelu.

## Vanjske poveznice
- "Fender Electric XII"